# Raadama
Raadama är en ort i Estland. Den ligger i Räpina kommun och landskapet Põlvamaa, i den sydöstra delen av landet, 210 km sydost om huvudstaden Tallinn. Raadama ligger 46 meter över havet och antalet invånare är 101.
Terrängen runt Raadama är platt. Runt Raadama är det glesbefolkat, med 10 invånare per kvadratkilometer. Närmaste större samhälle är Räpina, 3,3 km sydost om Raadama. I omgivningarna runt Raadama växer i huvudsak blandskog.